# Arondismentul 4 din Paris
Arondismentul 4 (în franceză 4e arrondissement) este unul dintre cele douăzeci de arondismente din Paris. Este situat în centrul orașului, pe malul drept al fluviului Sena. Este delimitat la nord de arondismentul 3, la vest de arondismentul 1, la est de arondismentele 11 și 12 și la sud de Sena și de arondismentul 5. Acoperă cartierul Marais.

## Demografie
| An                      | Populație | Densitate (loc. pe km²) |
| ----------------------- | --------- | ----------------------- |
| 1861 (vârf de populare) | 108.520   | 67.783                  |
| 1872                    | 95.003    | 59.377                  |
| 1936                    | 70.944    | 44.340                  |
| 1954                    | 66.621    | 41.638                  |
| 1962                    | 61.670    | 38.520                  |
| 1968                    | 54.029    | 33.747                  |
| 1975                    | 40.466    | 25.275                  |
| 1982                    | 33.990    | 21.230                  |
| 1990                    | 32.226    | 20.129                  |
| 1999                    | 30.675    | 19.160                  |
| 2006                    | 29.138    | 18.211                  |

## Administrație

### Primăria
| Alegere | Nume                 | Partid | Mențiuni                                                           |
| ------- | -------------------- | ------ | ------------------------------------------------------------------ |
| 1983    | Pierre-Charles Krieg | RPR    | Ales în 1983, 1989 și 1995.                                        |
| 1997    | Lucien Finel         | RPR    | Ales înlocuitor al lui Pierre-Charles Krieg după demisia acestuia. |
| 2001    | Dominique Bertinotti | PS     | Aleasă în 2001 și 2008.                                            |
| 2014    | Christophe Girard    | PS     | Ales în 2014.                                                      |

## Locuri

### Instituții publice
- Centrul Cultural „Georges-Pompidou”
- Hôtel de Ville (Primăria din Paris);
- Prefectura din Paris
- Prefectura de Poliție din Paris

### Principalele monumente
- Monumente religioase
  - Notre-Dame de Paris

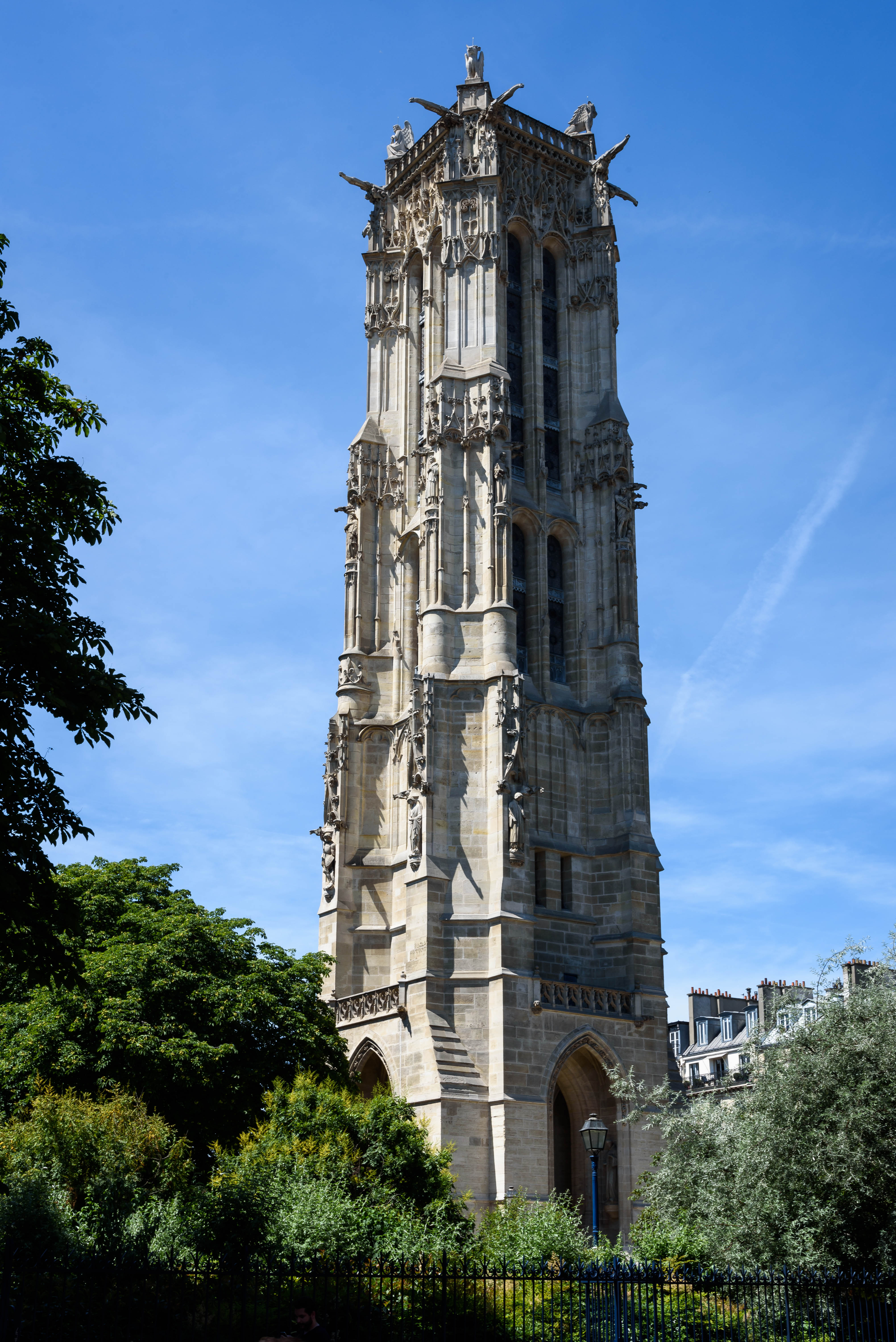
Turnul Saint-Jacques

  - Église Saint-Gervais-Saint-Protais
  - Église Saint-Louis-en-l'Île
  - Église Saint-Paul-Saint-Louis
  - Biserica Saint-Merri (Paris)
  - Église des Billettes
  - Synagogue de la rue des Tournelles
  - Synagogue de la place des Vosges
  - Temple du Marais
  - Turnul Saint-Jacques;

- Monumente civile
  - Coloana Iulie, pe Piața Bastille
  - vestigii ale zidului lui Filip Augustus
  - Hôtel-Dieu, cel mai vechi spital din Paris
  - Palatul Beauvais (Cour administrative d'appel din Paris)
  - Palatul Sully (Centrul Monumentelor Naționale din Franța )
  - Palatul Arhiepiscopilor din Sens (Biblioteca Forney)
  - Palatul Aumont (Tribunal administratif din Paris)
  - Memorialul Shoah
  - Lycée Charlemagne
  - Tribunal de commerce
  - Bazar de l'Hôtel de Ville
  - Cartierul Célestins al Gărzii Republicane;

- Piețe
  - Place de la Bastille;
  - Place des Vosges;
  - Place Saint-Paul.

## Legături externe
- Site-ul oficial Arhivat în 4 iulie 2017, la Wayback Machine.